# وسلبورنرکووگ
وسلبورنرکووگ (به آلمانی: Wesselburenerkoog) یک پولدر و شهر در آلمان است که در Büsum-Wesselburen واقع شده‌است. وسلبورنرکووگ ۱۴۸ نفر جمعیت دارد.